# Fusillade de Huế Phật Đản

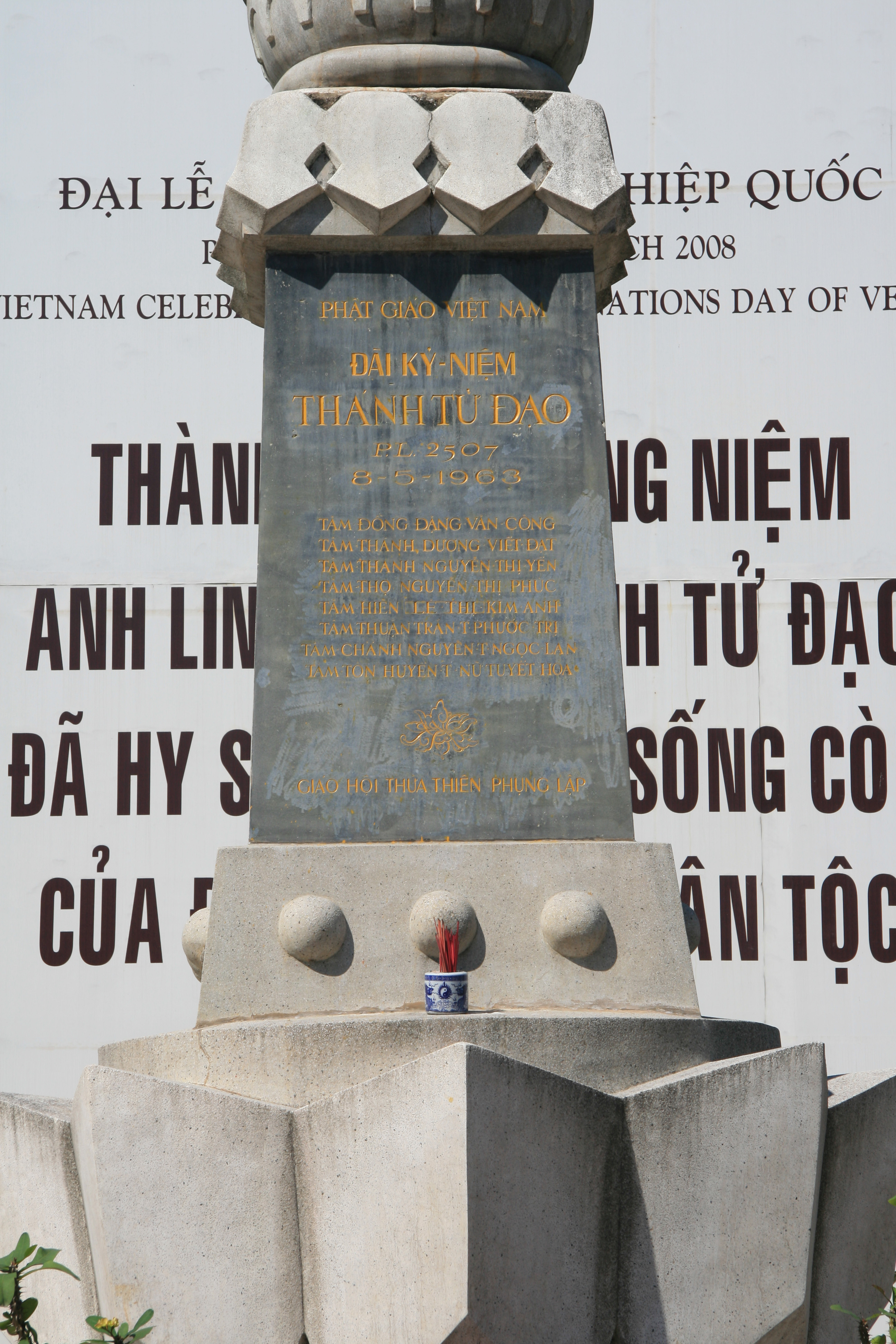
Mémorial aux bouddhistes tués lors des manifestations lors du Phật Đản de 1963 à Hué, au Viêt Nam.

La fusillade de Huế Phật Đản est une fusillade ayant causé la mort de neuf civils bouddhistes non armés le 8 mai 1963 dans la ville de Hué, au Sud Vietnam, aux mains de l'armée et des forces de sécurité du gouvernement de Ngô Đình Diệm, un catholique romain. L'armée et la police ont tiré des coups de feu et lancé des grenades sur une foule de bouddhistes qui protestaient contre l'interdiction gouvernementale de faire flotter le drapeau bouddhique le jour de Phật Đản, qui commémore la naissance de Gautama Bouddha. Diệm a nié la responsabilité gouvernementale de l'incident et a blâmé le Việt Cộng, ce qui a ajouté au mécontentement de la majorité bouddhiste.
L'incident a suscité un mouvement de protestation des bouddhistes contre la discrimination religieuse qui, selon eux, était perpétrée par le régime Diệm. Cette crise, connue sous le nom de "crise bouddhiste", a conduit à une désobéissance civile généralisée parmi les Sud Vietnamiens. Après six mois de tension et d'opposition croissante au régime, les chefs de l'armée ont mené un coup d'État le 1er novembre 1963, ayant conduit à l'arrestation et à l'assassinat de Ngô Đình Diệm le lendemain.